# Бадалов, Георгий Парсамович
Георгий Парсамович Бадалов — советский инженер, лауреат Государственной премии СССР (1971).
Родился 1 сентября 1922 года (по документам 15 января 1923 года) в Тбилиси. Член КПСС с 1952 г.
В декабре 1941 г. призван в РККА. Служил на Закавказском фронте, с 15.05.1942 по 30.03.1943 гг. — в составе действующей армии, перевозил боеприпасы по Военно-Грузинской дороге.
В сентябре 1945 г. демобилизован, поступил на автотракторный факультет Грузинского индустриального  института им. Кирова, который окончил в 1950 г. с получением звания старшего инженера-лейтенанта.
Направлен на Харьковский тракторный завод, там работал мастером, старшим мастером, начальником тракторного, моторного, опытно-экспериментального цехов, заместителем главного конструктора завода по экспериментальному производству. С его участием созданы тракторы нового поколения Т-150К, Т-150, поставлены на серийное производство Т-74, Т-75, выпущена первая партия виноградниковых тракторов Т-50В.
В 1962—1965 гг. директор Кишиневского тракторного завода. Под его руководством на Кишиневском тракторном заводе в 1962г. был освоен выпуск первых молдавских тракторов Т-50В, а в 1965г. выпущен десятитысячный трактор. С 1966 г. главный инженер, затем начальник Главка Минсельхозмаша СССР и начальник Всесоюзного промышленного объединения «Союзсельхозтрактор».
С 1986 до 2007 года работал в Государственном научно-исследовательском тракторном институте «НАТИ».
Кандидат технических наук. Диссертация:
- Выбор и обоснование основных параметров гусеничного виноградникового трактора : диссертация … кандидата технических наук : 05.00.00. — Москва, 1972. — 131 с. : ил.

Умер 30 декабря 2017 года.

## Награды
- Лауреат Государственной премии СССР (1971, в составе коллектива) — за создание и освоение серийного производства унифицированных колёсных, полугусеничных и гусеничных тракторов классов 1,4—2 тонны тяги на основе базовой модели «Беларусь» МТЗ-50 для комплексной механизации возделывания пропашных культур.
- орден Трудового Красного Знамени
- орден Отечественной войны II степени
- орден «Знак Почёта»
- Заслуженный машиностроитель РСФСР (1983).